# Andreas Wesch
Andreas Wesch  (* 2. Dezember 1961 in Darmstadt; † 11. Januar 2008 in Köln) war ein deutscher Romanist, Hispanist, Katalanist und Sprachwissenschaftler.

## Leben
Wesch promovierte 1992 an der Freien Universität Berlin bei Jens Lüdtke mit der Arbeit Kommentierte Edition und linguistische Untersuchung der Información de los Jerónimos, Santo Domingo 1517 (Tübingen 1993). Er habilitierte sich 1998  als Assistent von Hans-Martin Gauger an der Albert-Ludwigs-Universität Freiburg mit einem Vergleich der Varietätensysteme des Spanischen und des Französischen. Nach Vertretungen in Straßburg und Konstanz war er ab 2001 Professor für romanische Sprachwissenschaft an der Universität zu Köln.

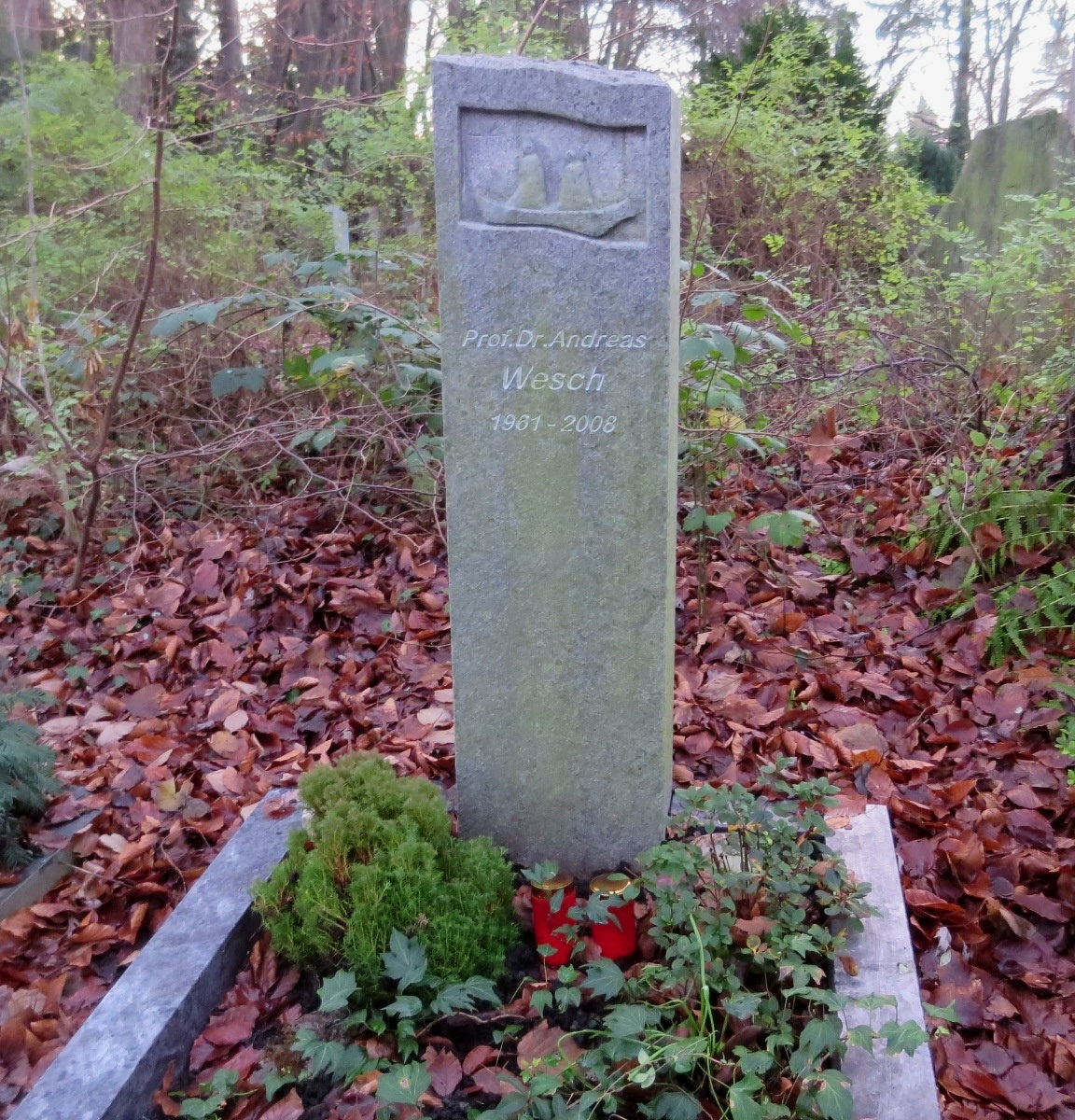
Andreas Wesch – Grab auf dem alten Friedhof Gartenweg in Köln-Weiden

Wesch war von 2001 bis 2006 Präsident des Deutschen Katalanistenverbandes. Der Verband hat ein Förderprogramm nach ihm benannt.
Andreas Wesch wurde in Köln auf dem alten Weidener Friedhof Gartenweg beerdigt.

## Werke
- (Hrsg. mit Jenny Brumme) Normen und Subnormen in Geschichte und Gegenwart. Methoden ihrer Rekonstruktion und Beschreibung, Wien 1999
- Grundkurs Sprachwissenschaft Spanisch, Stuttgart 2001, 5. Auflage 2006
- (Hrsg. mit anderen) Sprachgeschichte als Varietätengeschichte. Beiträge zur diachronen Varietätenlinguistik des Spanischen und anderer romanischer Sprachen, anlässlich des 60. Geburtstages von Jens Lüdtke, Tübingen 2002
- (Hrsg. mit Claus D. Pusch)  Verbalperiphrasen in den (ibero-)romanischen Sprachen, Hamburg 2003
- (Hrsg. mit Carsten Sinner) El castellano en las tierras de habla catalana, Madrid/Frankfurt am Main 2008